# Victoria I
Il Victoria I è un traghetto appartenente alla compagnia di navigazione Tallink.

## Servizio
Varato e battezzato il 16 ottobre 2003 nel cantiere navale Aker Finnyards di Rauma con il nome di Victoria dalla madrina Ilon Wikland e consegnato il 9 marzo 2004 alla Tallink con il nome di Victoria I, prende servizio il 21 marzo nei collegamenti tra Stoccolma e Tallin.
Dal 7 all'11 giugno 2007 viene noleggiato per una conferenza a San Pietroburgo.
Dal 9 al 19 febbraio 2020 opera nei collegamenti tra Helsinki e Tallinn. Il giorno successivo prende servizio nei collegamenti tra Tallinn, Mariehamn e Stoccolma.
Il 14 marzo 2020 viene disarmato a Tallinn in seguito alla chiusura delle frontiere a causa della pandemia di COVID-19.
Dall'8 giugno al 31 agosto 2020 opera nei collegamenti tra Helsinki e Tallinn.
Dal 6 settembre al 31 dicembre 2020 viene impiegato nei collegamenti tra Tallinn, Mariehamn, Stoccolma e Riga, in quelli merci tra Helsinki e Tallinn, che alterna a brevi minicrociere, sempre tra lo scalo finlandese e quello estone.
Il 1º gennaio 2021 viene disarmato a Tallinn.
Nel giugno del 2021 viene noleggiato insieme al Romantika all'autorità portuale di Tangeri Med ed il 28 giugno salpa da Tallinn per il Marocco, dove giunge il 4 luglio. Nello stesso mese prende servizio nei collegamenti tra Tangeri Med, Tarragona e Sète in coppia con il Romantika.
Il 30 settembre 2021 termina il noleggio nel Mediterraneo e salpa per Tallinn, dove giunge il 6 ottobre.
Dal 29 al 31 ottobre e dall'11 al 13 novembre 2021 e dal 7 al 21 aprile 2022 opera nei collegamenti tra Helsinki e Tallinn.
Successivamente, viene in tutte le occasioni disarmato a Tallinn.
Nel luglio del 2022 viene noleggiato al Governo scozzese per 9 mesi ed impiegato come centro d'accoglienza galleggiante per i rifugiati della guerra in Ucraina a Hebburn.
Dal 12 ottobre 2023 torna in servizio per Tallink nei collegamenti tra Helsinki e Tallinn.
Dal 31 maggio al 31 agosto 2024 opera nei collegamenti tra Tallinn, Mariehamn e Stoccolma. Il giorno successivo torna in servizio sulla Helsinki-Tallinn, dove opera tutt'oggi.

## Navi gemelle
- Romantika